# Johann Urbanek
Johann Urbanek (10 d'octubre de 1910 - 7 de juliol de 2000) fou un futbolista austríac de la dècada de 1930.
Fou internacional amb Àustria, amb la qual participà en la Copa del Món de 1934. Posteriorment jugà un partit amb la selecció d'Alemanya, durant la Segona Guerra Mundial. Pel que fa a clubs, fou jugador de FK Austria Wien.